# Hampden Park
El Hampden Park és un estadi multiesportiu, situat a la ciutat de Glasgow, a Escòcia. Té una capacitat per a aproximadament 55.000 persones i és l'estadi oficial de la selecció escocesa de futbol i de rugbi.

## Història
L'estadi va ser inaugurat el 31 d'octubre de 1903, i va ser reinaugurat el 1999, quan va ser remodelat i es va col·locar la seva gran coberta.
S'hi va disputar la final de la Copa d'Europa de 1960, que l'Eintracht Frankfurt va perdre contra el Reial Madrid per 7 a 3, i que va tancar per al club madrileny la ratxa de cinc victòries consecutives a la Copa d'Europa.
Aquest estadi fou una de les seus dels Jocs Olímpics Londres 2012 en les competicions de futbol. Dos anys després va ser l'estadi principal dels Jocs de la Commonwealth 2014, on es van disputar les competicions atletisme.